# Championnat de Jamaïque de football 2007-2008
Navigation
Saison précédente Saison suivante
La saison 2007-2008 du Championnat de Jamaïque de football est la trente-quatrième édition de la première division en Jamaïque, la National Premier League. Elle rassemble les douze meilleurs clubs du pays au sein d'une poule unique où ils jouent à trois reprises les uns contre les autres. À l’issue de cette phase régulière, les six premiers s’affrontent une nouvelle fois pour le titre tandis que les six derniers se rencontrent pour éviter la relégation.
C'est le club de Portmore United qui remporte le championnat cette saison après avoir terminé en tête du classement final, avec neuf points d’avance sur Tivoli Gardens FC et dix-sept sur Boys' Town FC. Il s’agit du quatrième titre de champion de Jamaïque de l’histoire du club.

## Les clubs participants
| - Harbour View FC - Tivoli Gardens FC - Waterhouse FC - St. George SC - Promu de D2 - Seba United - Arnett Gardens FC | - Portmore United - Reno FC - Boys' Town FC - Village United FC - August Town FC - Sporting Central Academy - Promu de D2 |

## Compétition
Le barème de points servant à établir le classement se décompose ainsi :
- Victoire : 3 points
- Match nul : 1 point
- Défaite : 0 point

### Classement
| Rang | Équipe                    | Pts | J  | G  | N  | P  | Bp | Bc | Diff |
| ---- | ------------------------- | --- | -- | -- | -- | -- | -- | -- | ---- |
| 1    | Portmore United           | 75  | 38 | 21 | 12 | 5  | 56 | 25 | +31  |
| 2    | Tivoli Gardens FC         | 66  | 38 | 20 | 6  | 12 | 50 | 41 | +9   |
| 3    | Boys' Town FC             | 58  | 38 | 14 | 16 | 8  | 38 | 32 | +6   |
| 4    | Harbour ViewT             | 51  | 38 | 11 | 18 | 9  | 42 | 37 | +5   |
| 5    | Waterhouse FCC            | 47  | 38 | 10 | 17 | 11 | 44 | 49 | -5   |
| 6    | Sporting Central AcademyP | 45  | 38 | 10 | 15 | 13 | 43 | 51 | -8   |
|      |                           |     |    |    |    |    |    |    |      |
| 7    | Village United FC         | 46  | 38 | 11 | 13 | 14 | 41 | 41 | 0    |
| 8    | Arnett Gardens FC         | 46  | 38 | 9  | 19 | 10 | 35 | 38 | -3   |
| 9    | St. George SCP            | 44  | 38 | 11 | 16 | 16 | 39 | 42 | -3   |
| 10   | Reno FC                   | 43  | 38 | 9  | 16 | 13 | 42 | 51 | -9   |
| 11   | Seba United               | 42  | 38 | 10 | 12 | 16 | 43 | 52 | -9   |
| 12   | August Town FC            | 38  | 38 | 9  | 11 | 18 | 39 | 58 | -19  |

|  | Qualification pour la CFU Club Championship 2009                          |
|  | Relégation directe en deuxième division                                   |
|  | T : Tenant du titre C : Vainqueur de la Coupe de Jamaïque P : Promu de D2 |

## Bilan de la saison
| Championnat de Jamaïque de football 2007-2008                        |                            |
| Champion                                                             | Portmore United (4e titre) |
| Coupes et trophées                                                   |                            |
| Vainqueur de la Coupe de Jamaïque 2007-2008                          | Waterhouse FC              |
| Qualifications continentales                                         |                            |
| CFU Club Championship 2009                                           | Portmore United            |
| Promotions et relégations                                            |                            |
| Promus en Jamaïque League                                            | Meadhaven United           |
| Promus en Jamaïque League                                            | Rivoli United              |
| Relégués en Championnat de Jamaïque de football de deuxième division | Seba United                |
| Relégués en Championnat de Jamaïque de football de deuxième division | August Town FC             |